# Karl-Heinz Helbing
Karl-Heinz Helbing, född den 7 mars 1957 i Mainz-Kastel, Tyskland, är en västtysk brottare som tog OS-brons i welterviktsbrottning i den grekisk-romerska klassen 1976 i Montréal. 